# 春答應
春答應，姓名及出身均不詳，清朝康熙帝之答應。

## 生平
目前並不清楚春答應是在何時被康熙帝收為後宮主位，有學者推測她在康熙朝時可能已經有大答應的身份。雍正十三年，寧壽宮內被稱為答應的有「令答應、智答應、所內答應四十一人」，而另一份與之對應的宮廷檔案則寫出寧壽宮內有「大答應二人」，並未提及春答應及其他所內答應，原因暫不詳。乾隆十九年三月十二日午時，葬入景陵妃園寢。